# Jozafat (książę indyjski)
Jozafat (książę indyjski) – święty prawosławny i katolicki. Wedle legend krążących po średniowiecznej Europie był synem indyjskiego króla. Święty Barłaam skłonił go do porzucenia wysokiej pozycji społecznej i przyjęcia życia zakonnego.
Utożsamiany niekiedy jest z Buddą (m.in. imię Jozafat miałoby być przekształceniem określenia Bodhisattwa).
Bohater słynnego poematu bizantyńskiego o Baarlamie i Jozafacie. 

## Historia budująca o Barlaamie i Joazafie (Jozafacie)
Parafraza jednej z wielu biografii Buddy krążących na Wschodzie w wersjach perskiej i arabskiej, pióra mnicha Jana z klasztoru św. Saby pod Jerozolimą (identyfikowany czasami z Janem z Damaszku). Opowiada ona o nawróceniu na chrześcijaństwo ludu Indii przez syna króla Abenera = Joazafa pod wpływem mnicha Barlaama. Zachowała się w ponad 140 rękopisach greckich, z których najstarsze pochodzą z XI wieku. Pierwsze przekłady łacińskie pochodzą z XI wieku. Polski przekład był wydany w 1688 roku. Opowieść wykorzystali m.in.: Calderon, Lope de Vega, autorzy sztuk jezuickich, zamieścił ją też w "Złotej Legendzie" Jakub de Voragine.